# Kupfer(II)-phosphat
Kupfer(II)-phosphat ist eine chemische Verbindung aus der Gruppe der Phosphate. Es ist das Kupfersalz der Phosphorsäure.

## Vorkommen
In der Natur kommen basische Varianten von Kupferphosphaten in Form der Minerale Cornetit, Pseudomalachit, Tagilit und Libethenit vor.

## Gewinnung und Darstellung
Kupfer(II)-phosphat kann durch Reaktion von Kupfer(II)-oxid, Kupfer(II)-hydroxid oder Kupfer(II)-carbonat mit Phosphorsäure hergestellt werden.
{\displaystyle \mathrm {3\ CuCO_{3}+2\ H_{3}PO_{4}\ {\xrightarrow {\ 70^{o}C\ }}\ Cu_{3}(PO_{4})_{2}+3\ H_{2}O+3\ CO_{2}\uparrow } }
Ferner wird die Synthese aus Dinatriumhydrogenphosphat und Kupfersulfat beschrieben:
{\displaystyle \mathrm {2\ Na_{2}HPO_{4}+3\ CuSO_{4}\ \longrightarrow \ Cu_{3}(PO_{4})_{2}+Na_{2}SO_{4}+2\ NaHSO_{4}} }

## Eigenschaften
Kupfer(II)-phosphat ist ein grünblauer und geruchloser Feststoff, welcher unlöslich in Wasser ist. Es kristallisiert als Trihydrat und besitzt eine trikline Kristallstruktur, die isomorph zu der von Stranskiit ist.
Ferner existiert ein basisches Kupferorthophosphat: Cu4(OH)2(PO4)2 bildet dunkelgrüne Kristalle und kann synthetisch durch längeres Einwirken von heißem Wasser auf Kupferphosphat dargestellt werden. Als Anhydrat kommt es natürlich im Libethenit vor, als Dihydrat im Tagilit.

## Verwendung
Kupfer(II)-phosphat wird als Pigment (Kupferblau) verwendet.